# 陈潢
陳潢（1637年—1688年），字天一，號省齋，浙江錢塘（今杭州）人，一說浙江嘉興人。
自幼聰穎，博學多才，精通地理之學。但不喜八股，屢試不第。曾到寧夏、河套等地實地考察。為靳辅所重用，凡治河之事，無不向其請教。《清史稿》說他治河“主顺河性而利导主，有所患必拟其致患之由”。康熙二十三年（1684年），康熙帝南巡時問靳輔：“爾必有博通古今之人為之佐！”靳輔說：“通曉政事有一人，即陳潢，凡臣所經營，皆潢之計議。”康熙授其为佥事道。
康熙二十七年（1688年），遭到江南道御史郭琇等彈劾，以“攘奪民田，妄稱屯墾”的罪名被削職逮问。入獄前病卒。康熙三十一年（1692年）平反。

## 贡献
- 陈潢为制定治河工程计划，在治理方法上继承和发展了明代著名治河专家潘季驯“筑堤束水，以水攻沙”的治河理论，采用了建筑减水坝和开挖引河的方法。为了使正河保持一定的流速流量，发明了“测水法”，把“束水攻沙”的理论置于更加科学的基础上。由于陈潢等人指导有方，在他负责治河期间的黄河安澜无患。
- 康熙三十一年(1692年)，靳辅为陈潢平反昭雪，陈的同乡张霭生将其治河论述，编为《河防述要》一书，为后世治河者所借鉴。[2]
- 著有《河防述言》[3]、《河防摘要》，附载于靳辅《治河方略》。